# Ramalina sinaloensis
Ramalina sinaloensis är en lavart som beskrevs av Bowler & Rundel. Ramalina sinaloensis ingår i släktet Ramalina och familjen Ramalinaceae.   Inga underarter finns listade i Catalogue of Life.